# Zürcher Bibel

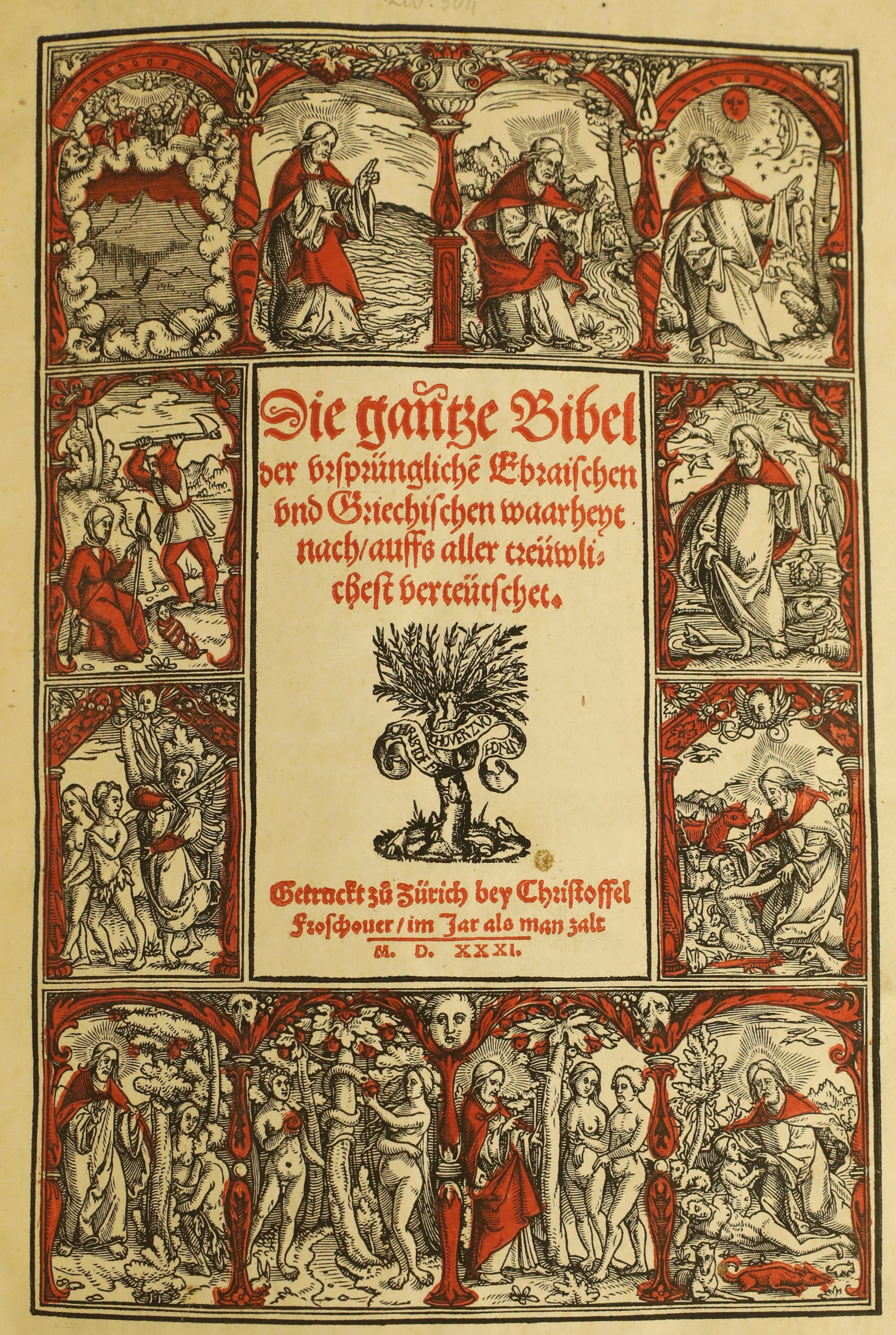
Titelblatt der Zürcher Bibel von 1531. Diese von Froschauer gedruckte Version war für lange Zeit die textlich und gestalterisch bedeutendste Ausgabe der Zürcher Bibel.

Die Zürcher Bibel ist eine von der Evangelisch-reformierten Landeskirche des Kantons Zürich herausgegebene deutsche Bibelübersetzung, die Wert auf philologische Korrektheit legt.
Die Zürcher Bibelübersetzung ist die gebräuchliche Bibelübersetzung der deutschsprachigen reformierten Kirchen in der Schweiz und ist damit, wie die Lutherbibel und die Einheitsübersetzung, eine Übersetzung von kirchenamtlichem Rang. In Deutschland ist sie aber weniger verbreitet.

## Die Froschauer-Bibeln

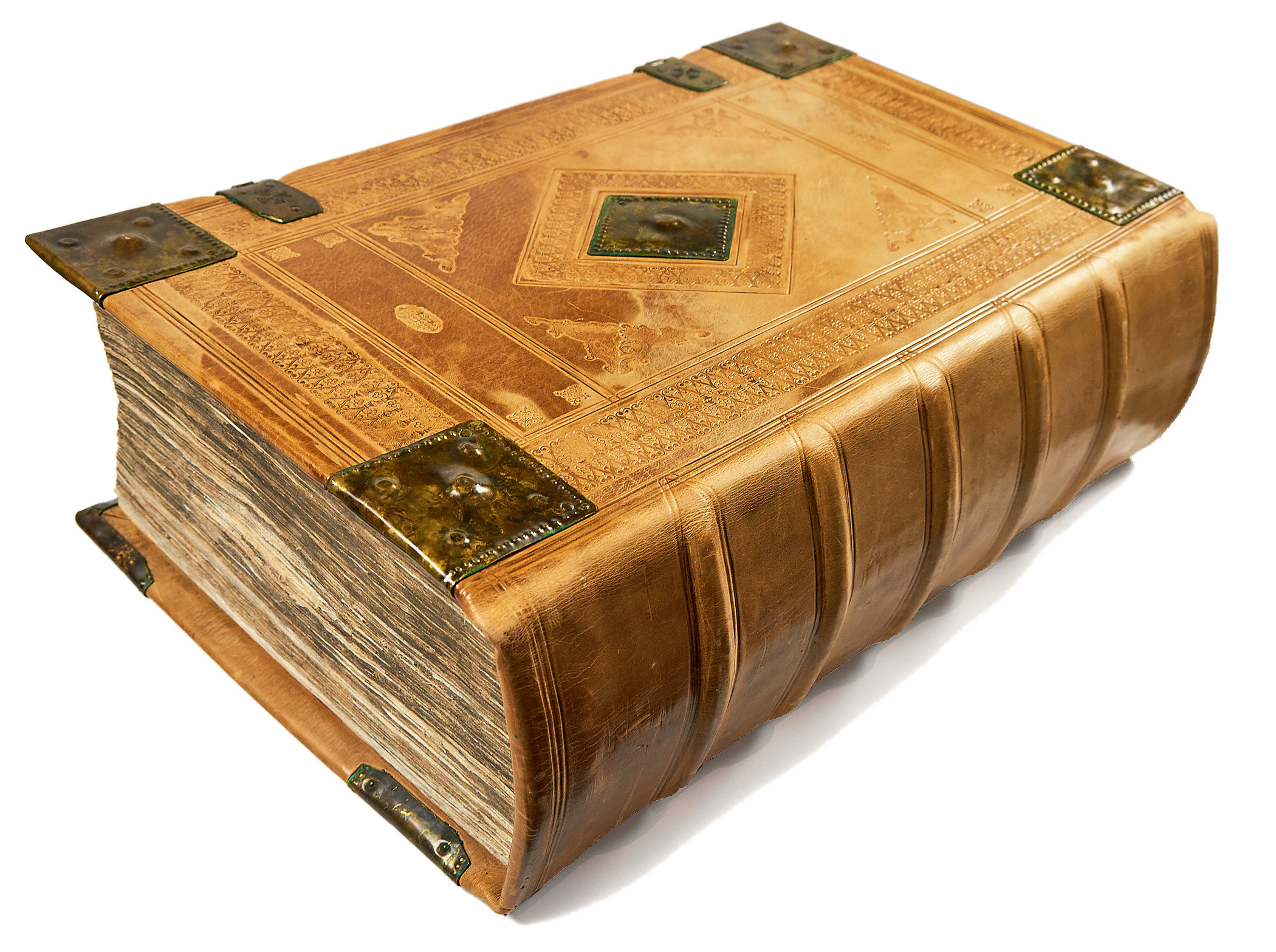
Froschauer-Bibel von 1580

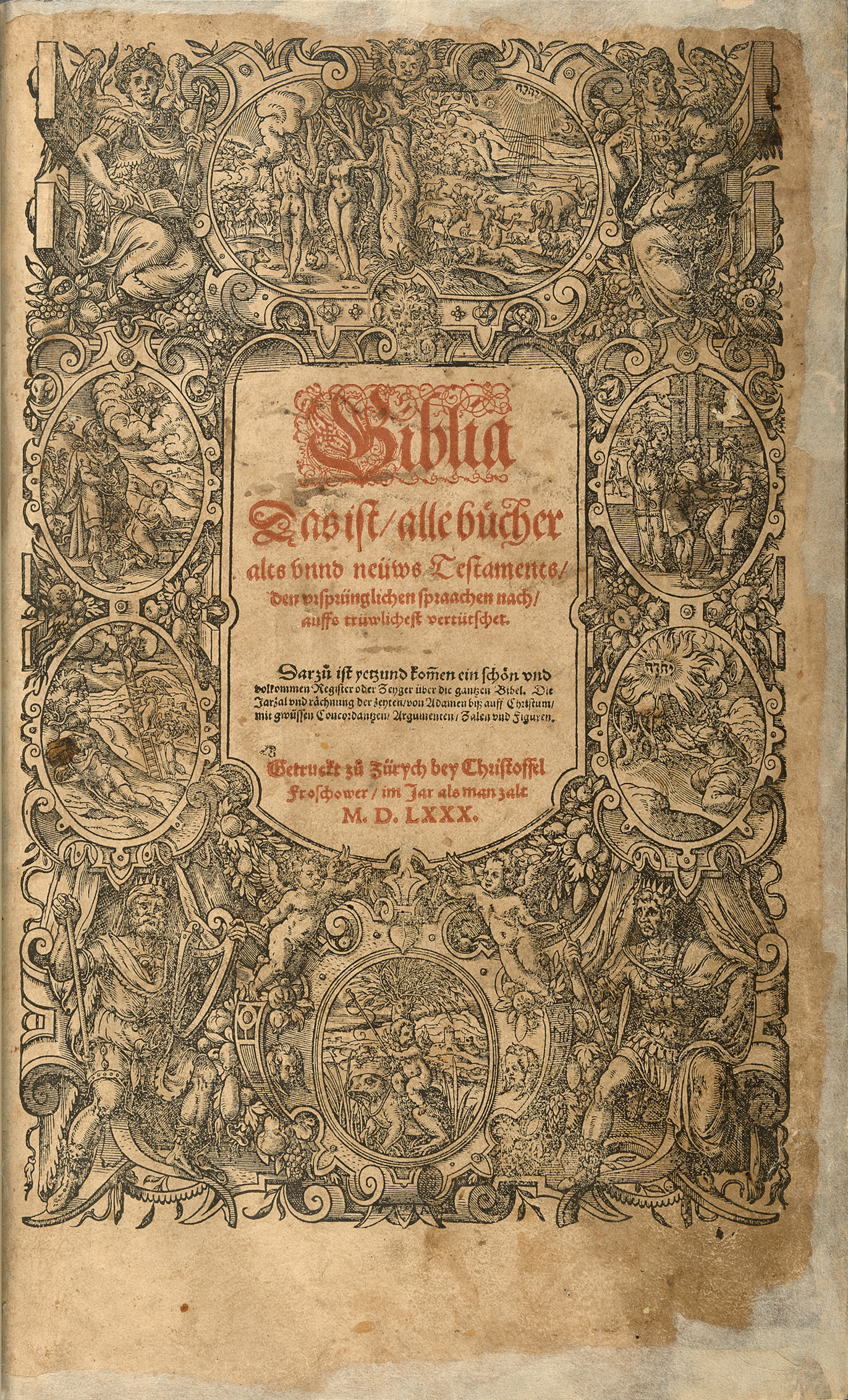
Titelblatt Froschauer-Bibel von 1580

Die Ursprünge der Zürcher Bibel gehen auf die Reformation in Zürich unter Ulrich Zwingli zurück. Grundlage war der revidierte Text der Bibel in Griechisch und Latein, welchen Erasmus von Rotterdam in 10-jähriger Arbeit erstellt hatte, publiziert unter dem Titel Novum testamentum 1516 bei Johann Froben in Basel. In den Jahren 1524 bis 1529 erschienen beim Zürcher Buchdrucker Christoph Froschauer zuerst das Neue Testament und dann die einzelnen Teile des Alten Testaments nebst den Apokryphen. Der deutsche Text folgte zunächst der Übersetzung Martin Luthers (soweit diese bereits veröffentlicht war), so dass die Hauptarbeit auf den von ihm noch nicht fertiggestellten Texten lag und der Gesamtabschluss drei Jahre vor Vollendung der Lutherbibel gelang. An der Übersetzung war neben Zwingli vor allem sein Freund Leo Jud, damals Pfarrer an der Kirche St. Peter (Zürich), beteiligt.
Die Froschauer-Bibel von 1531 enthielt eine Vorrede von Leo Jud und Kapitelsummarien. Eine Neubearbeitung des Alten Testaments erfolgte mit der Ausgabe von 1540. 1574 erfolgte eine Revision des Neuen Testaments, 1589 wurde die Verseinteilung eingefügt.

## Revisionen
Die von 1545 an Bibel Teutsch genannte Übersetzung stand bis zur Mitte des 17. Jahrhunderts der alemannisch basierten eidgenössischen Kanzleisprache nahe (mit Ausnahme der schon früh übernommenen neuhochdeutschen Diphthongierung). Der Übergang zu der wesentlich auf der Sächsischen Kanzleisprache basierten neuhochdeutschen Schriftsprache geschah schrittweise im 17. Jahrhundert.
Johann Caspar Ulrich (1705–1768), Pfarrer am Fraumünster und bedeutender Vertreter des Pietismus, versah die Biblia von 1755/1756, die später nach ihm Ulrichbibel genannt wurde, mit Vorreden, vielen Auslegungen und Nuzanwendungen … und nothwendigen Concordanzen.
Die letzte private Bibelausgabe erfolgte 1772 und erregte Anstoss durch ein dem Text vorangestelltes und im Geist der Aufklärung verfasstes Real-Wörterbuch der meisten biblischen Wörter, die es vorzüglich nöthig haben erklärt zu werden. Die Zürcher Bibel von 1817 wurde dann erstmals von der Zürcher Bibel- und Missionsgesellschaft herausgegeben.

## Die Revision von 1907 bis 1931
Nach einer letzten Revision im Jahre 1868 und einem Neudruck davon im Jahre 1892 beschloss die Zürcher Kirchensynode 1907, die Zürcher Bibel wiederum einer Neubearbeitung zu unterziehen, und setzte dazu eine elfköpfige Kommission ein. Gemäss den Richtlinien war neben dem von der wissenschaftlichen Forschung so genau wie möglich ermittelten Urtext der Bibel «der neuen Uebersetzung in erster Linie der Wortlaut der Zürcher Ausgabe von 1892 zugrunde zu legen. Ueberall aber ist er auf seine Richtigkeit genau zu prüfen, und wo er in Widerspruch steht mit dem wirklichen Sinn oder mit dem richtig erstellten Grundtext, oder wo er sonst ungenau, unklar, unschön ist, soll er verbessert werden. Hierbei sind die besten vorhandenen Uebersetzungen in erster Linie zu benutzen; nur wo diese ungenügend sind, ist neuer Ausdruck zu suchen.» Die Revision gelangte 1931 zum Abschluss und stellte mehr oder weniger eine Neuübersetzung dar.
Die Zürcher Bibel von 1931 gehört zu den strukturtreuen Übersetzungen und legt dabei grossen Wert auf philologische Genauigkeit. In den reformierten Landeskirchen der Schweiz, aber auch den evangelischen theologischen Fakultäten und Hochschulen Deutschlands wird sie als zuverlässige deutsche Bibelübersetzung geschätzt. Bezüglich Texttreue wird sie bei Vergleichen von Bibelübersetzungen meist nahe bei der Elberfelder Bibel gesehen und oft als etwas lesbarer als diese beschrieben. Wegen ihrer betont sprachwissenschaftlichen und theologisch neutralen Ausrichtung und ihrer Entstehung im Umfeld der liberalen Theologie der reformierten Zürcher Landeskirche wird sie indes in freikirchlichen Kreisen im Gegensatz zur Elberfelder Bibel eher misstrauisch betrachtet.

## Die neue Zürcher Bibel von 2007
1984 beschloss die Synode der Evangelisch-reformierten Kirche Zürich eine Neuübersetzung, einerseits wegen der Fortschritte in Bibelwissenschaft und Philologie, andererseits auch wegen der Veränderungen in der deutschen Sprache. Als Ziel wurde vorgegeben, «eine wissenschaftlich zuverlässige und sprachlich sorgfältige Übersetzung für die Gegenwart, verwendbar in Gottesdienst und Unterricht» zu schaffen.
Über den philologischen Anspruch hinaus wurden aber auch Elemente kommunikativer Übersetzungen übernommen. So übersetzt die Zürcher Bibel bei der Einsetzung des Abendmahls (Lk 22,19 ) das Wort εὐχαριστήσας (zu altgriechisch εὐχαριστέω ‚danken‘) nicht mit «dankte» (wie ,  und ), sondern mit «sprach das Dankgebet» (wie altgriechisch προσεύχομαι ‚beten‘). Bei den Gesetzen für Priester in Lev 21  übersetzt sie hebräisch וַחֲלָלָה֙ in den Versen 7 und 14 mit «oder eine Vergewaltigte», obwohl das nicht zwingend ist. Dasselbe Lexem wird schon in Vers 6 in gänzlich anderer Bedeutung gebraucht («Entweihen» des Namens Gottes) und entsprechend auch in anderen Übersetzungen nicht in dieser Weise eingegrenzt. (Vgl. , , )
Das Alte Testament wurde in der Hauptsache von drei Personen übersetzt: Einem Hebraisten, einem Exegeten und dem Germanisten Johannes Anderegg. Zu diesem Kernteam kamen Gegenlesegruppen, die den Text auf bestimmte Aspekte kontrollierten, so beispielsweise ein jüdisches Team mit einem Rabbiner, das auf etwaige versteckte antisemitische Aussagen überprüfte, oder eine Frauenlesungsgruppe, die auf allfällige Diskriminierungen durch die Übersetzung aufmerksam machen sollte.
Neu übersetzt wurden Ausdrücke, die heute missverständlich oder unzeitgemäss wären. Im Römerbrief (Röm 1,32 ) wurde „ihr Wohlgefallen an denen haben, die es verüben“ zu „sie beklatschen auch noch, die es so treiben“.
Vorab veröffentlicht wurden die vier Evangelien und die Psalmen (1996) sowie Hiob, Kohelet und das Hohelied (1998).
Am 24. Juni 2007 wurde die neue Bibel in einem feierlichen Akt im Grossmünster der Öffentlichkeit übergeben. Das Werk erschien gleichzeitig in verschiedenen Grössen und Ausstattungen, teils mit Bildanhängen; die typografische Gestaltung stammt von dem niederländischen Grafiker Christoph Noordzij. Die neue Zürcher Bibel wurde unerwartet zum Bestseller: Bereits in den ersten zehn Tagen wurden 11.000 Bibeln verkauft, bis Jahresende waren es 40.000 Exemplare. 2019 wurde die neue Zürcher Bibel um deuterokanonische Schriften aus dem Alten Testament ergänzt.